# Friedrich Anton Otto Maria Heger

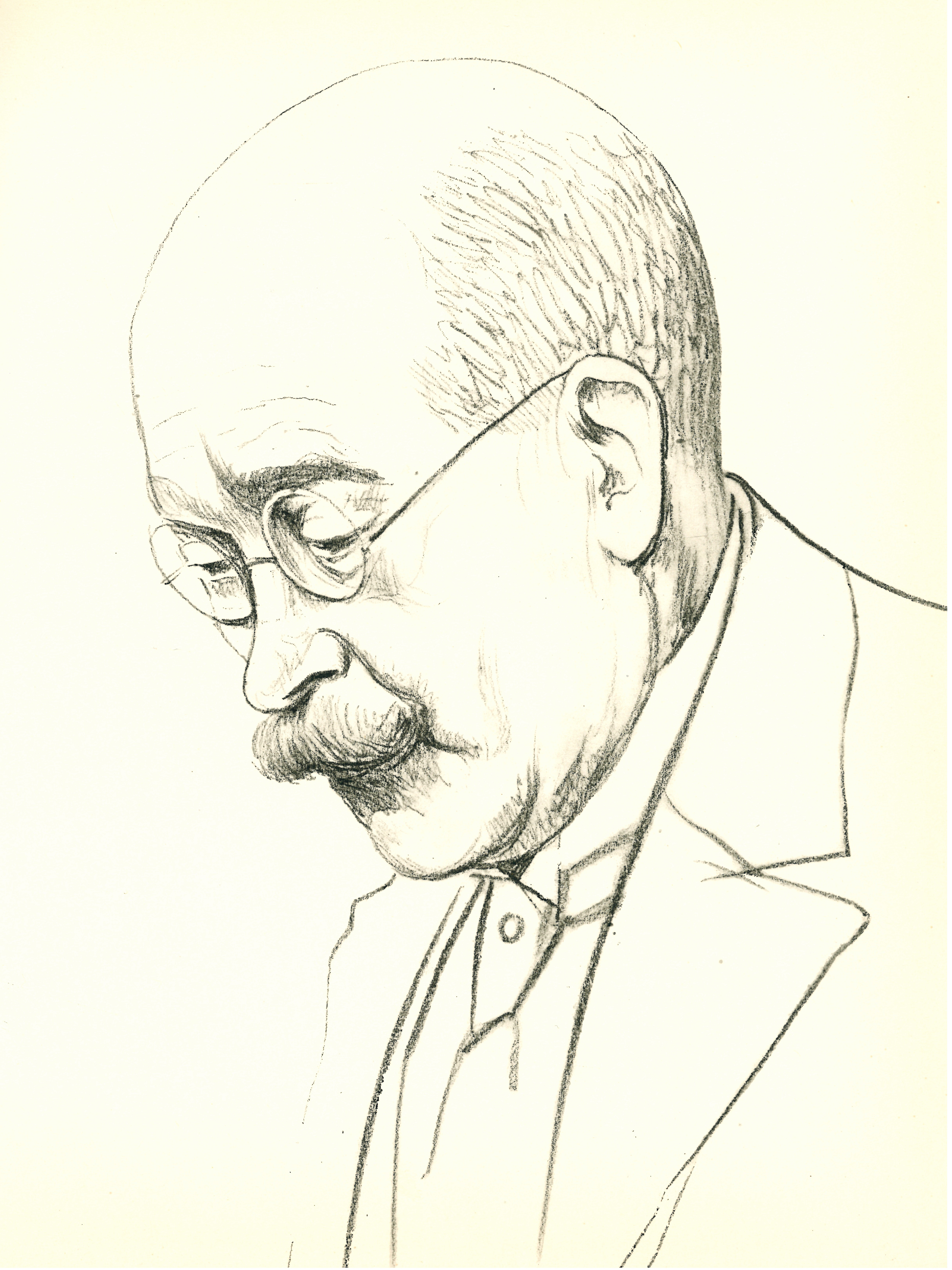
„Präsident der Oberpostdirektion Heger“;
Zeichnung von August Heitmüller, um 1929

Friedrich Anton Otto Maria Heger (* 12. November 1865 in Coesfeld; † nach 1935) war ein deutscher Oberpostdirektor und Präsident der Oberpostdirektionen in Frankfurt an der Oder und Hannover.

## Leben

### Familie
Friedrich Anton Otto Maria Heger war das älteste von drei Kindern des zeitweilig in der damaligen Münsterstraße 9 (1886) und der Münsterstraße 23 (1891) in Coesfeld lebenden Kaufmanns Bernard Richard Heger (* 5. Januar 1834 in Coesfeld; † nach 1891 ebenda) und der Anna Catharina Elisabeth, geborene Hemker (* 9. Dezember 1838 in Osterwick; † nach 1871 in Coesfeld). Seine Geschwister waren Maria Bernardina (* 7. März 1868 in Coesfeld) und Albert Richard (* 13. März 1871 in Coesfeld), welcher in der Kirche St. Lamberti römisch-katholisch getauft wurde.
Über eine Ehe oder gar eigene Kinder des gebürtigen Westfalens ist nichts bekannt.

### Werdegang
Friedrich Anton Otto Maria Heger wuchs in die Gründerzeit des Deutschen Kaiserreichs hinein und legte 1884 sein Abitur im Gymnasium Nepomucenum seiner Heimatstadt ab.

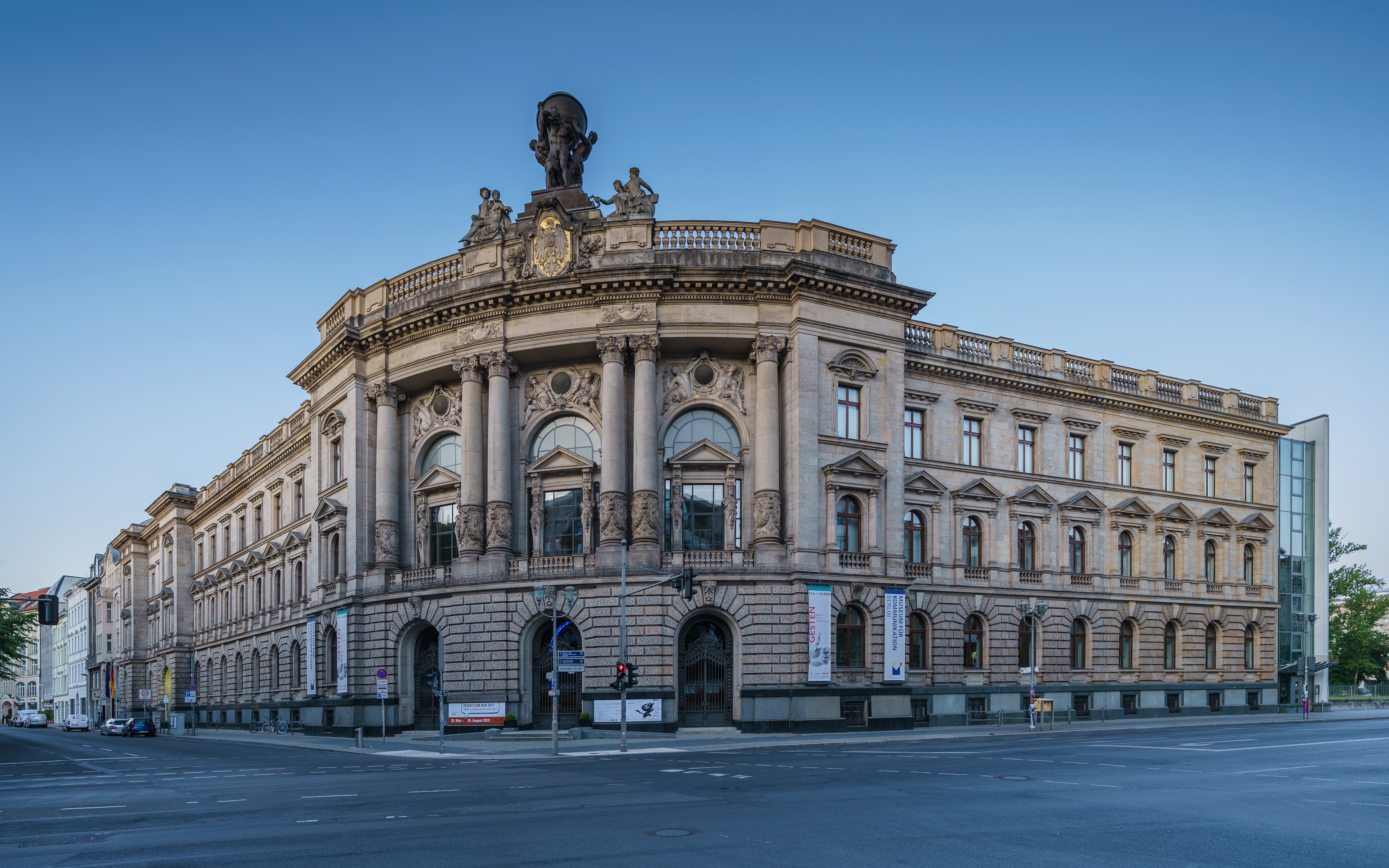
Das ehemalige Reichspostamt in Berlin;
heute das Museum für Kommunikation Berlin

Nachdem er in Münster an der seinerzeitigen Akademie studiert hatte, trat er als Beamter anfangs im Bezirk der Oberpostdirektion Münster in die Laufbahn des höheren Postdienstes ein, bevor er 1889 nach Leipzig wechselte in den dortigen Oberpostdirektionsbezirk. Nach Fortbildungen und Beschäftigungen bei den Oberpostdirektionen in Liegnitz, Magdeburg, Breslau sowie in Frankfurt bei der dortigen Oberpostdirektion wurde Hegel im Jahr 1913 nach Berlin berufen als Referent für Bauverwaltung im kaiserlichen Reichspostamt.
Mitten im Ersten Weltkrieg wurde Heger im Oktober 1915 zum Präsidenten der Oberpostdirektion Frankfurt an der Oder ernannt. Die dortige Behörde leitete er knapp ein Jahrzehnt bis in die Zeit der Weimarer Republik hinein.
Im April 1924 wurde Heger auf eigenen Wunsch hin nach Hannover versetzt als Präsident der Oberpostdirektion Hannover in der Zeppelinstraße 24 im heutigen Stadtteil Zoo, dem damals nach dem seinerzeitigen Generalfeldmarschall und späteren Reichspräsidenten benannten Hindenburgviertel.
Friedrich Anton Otto Maria Heger starb 1935 oder später.

## Archivalien
Archivalien von und über Friedrich Anton Otto Maria Heger finden sich beispielsweise
- im deutschen Bundesarchiv als Schriftgut des Reichspostministeriums (RPM) des Zeitraums von 1919 bis 1945, Signatur BArch, R 4701/28390 (Alt- bzw. Vorsignatur: P 598)[6]